# Patrick Geiger
Patrick Geiger (* 16. November 1989 in Deggendorf) ist ein deutscher Eishockeyspieler, der seit Winter 2024 bei den Passau Black Hawks aus der Eishockey-Oberliga unter Vertrag steht.

## Karriere
Geiger stammt aus dem Nachwuchs des Deggendorfer SC. Später wechselte er in die Nachwuchsorganisation der Adler Mannheim, wo er ab 2004 für die Juniorenmannschaft in der Deutschen Nachwuchsliga aktiv war. In den Spielzeiten 2004/05 und 2005/06 konnte er mit den Jungadlern jeweils die Meisterschaft der DNL gewinnen. Während der Saison 2006/07 kam er in sechs Partien beim Kooperationspartner der Adler Mannheim, den Heilbronner Falken, in der Oberliga zum Einsatz. Dabei erzielte er keinen Scorerpunkt und kassierte vier Strafminuten. 
Im Sommer 2007 schloss sich der Offensivspieler den Eisbären Juniors Berlin aus der Oberliga Nord an. Mit den Juniors konnte er den Klassenerhalt erreichen und absolvierte 57 Oberliga-Spiele, in denen er 22 Mal punkten konnte. Anfang Januar 2009 unterschrieb der mittlerweile 19-jährige einen Vertrag bei den Schwenninger Wild Wings, bei denen er auf 18 Einsätze in der 2. Bundesliga kam. Geiger schied mit seinem neuen Verein in der Play-off-Qualifikation mit 0:2 Niederlagen gegen die Fischtown Pinguins aus. Der Rechtsschütze kam in beiden Partien zum Einsatz, konnte allerdings keine Scorerpunkte erzielen.
Patrick Geiger besaß in Villingen-Schwenningen zunächst einen Vertrag bis 2010, der später bis zum Ende der Saison 2010/11 verlängert wurde. Im Sommer 2011 verließ er die Wild Wings und kehrte zu seinem Heimatverein Deggendorf Fire in die Oberliga zurück. 

## 2. Bundesliga-Statistik
(Stand: Ende der Saison 2008/09)